# 187 (película)
187 (en España: 187, más mentes peligrosas) es una película estadounidense de 1997, del género dramático, dirigida por Kevin Reynolds y protagonizada por Samuel L. Jackson, John Heard, Kelly Rowan y Clifton Collins Jr.

## Sinopsis
Trevor Garfield es un profesor que trabaja en Nueva York. Se vuelca en cada uno de sus alumnos, ya que sabe que graduarse es la única oportunidad que tienen de salir de los barrios marginales. Un día uno de sus alumnos lo amenaza con matarle escribiendo 187, el código para asesinato por parte de la policía. Es ignorado al respecto por sus superiores. Finalmente lo apuñala luego por la espalda varias veces dejándolo en el suelo medio muerto. 
Un año después, ya recuperado, vuelve a las clases en un nuevo instituto en Los Ángeles. Aunque el ambiente tampoco es propicio, ya que en la clase también hay muchos criminales, en esta ocasión no está dispuesto a jugar el papel de víctima, mientras que desarrolla una relación sentimental con una de las profesoras del lugar.

## Reparto
| Actor                 | Personaje        |
| --------------------- | ---------------- |
| Samuel L. Jackson     | Trevor Garfield  |
| Clifton Collins Jr.   | Cesar Sanchez    |
| Kelly Rowan           | Ellen Henry      |
| John Heard            | Dave Childress   |
| Tony Plana            | Director Garcia  |
| Karina Arroyave       | Rita Martinez    |
| Lobo Sebastian        | Benny Chacon     |
| Jack Kehler           | Larry Hyland     |
| Jonah Rooney          | Stevie Littleton |
| Demetrius Navarro     | Paco             |
| Ebony Monique Solomon | Lakesia          |
| Yannis Bogris         | Barsek           |
| Dominic Hoffman       | Victor           |
| Martha Velez          | Sra. Chacon      |
| Method Man            | Dennis Broadway  |

## Producción
Recogiendo en el guion sus experiencias, Scott Yageann, un profesor de California, lo escribió. Una vez preparado, el rodaje se hizo entre el 24 de junio de 1996 y el 10 de septiembre de 1996. Se hizo en Nueva York, Los Ángeles y en Pasadena.